# 노윤
노윤(1995년 10월 24일 ~)은 대한민국의 뮤지컬 배우다. 2017년 뮤지컬 '베어 더 뮤지컬'로 데뷔했다.

## 방송
- 팬텀싱어 3 (2020) - Top24(23위)

## 음반
- bare the musical (2018)
- 팬텀싱어3 Episode.3 (2020)
- 해적 (김순택, 노윤) (2020)
- 팬텀싱어3 Episode.5 (2020)
- 팬텀싱어3 Episode.6 (2020)